# Daniel Miart
 (mai 2009).
Si vous disposez d'ouvrages ou d'articles de référence ou si vous connaissez des sites web de qualité traitant du thème abordé ici, merci de compléter l'article en donnant les références utiles à sa vérifiabilité et en les liant à la section « Notes et références ».
Daniel Alain Miart, pilote de chasse et résistant français, né le 24 mai 1927 à Reims (Marne, France), décédé le 25 décembre 1989 à Fréjus (Var, France). Agent de liaison au sein du réseau Mithridate, pilote dans le groupe de chasse Normandie-Niémen durant la Guerre d'Indochine, moniteur et pilote d'essai de l'Armée de l'air française.

## Biographie
Daniel Alain Miart a commencé comme agent de liaison dans la résistance, à l'âge de 17 ans, au sein du réseau Mithridate. À la suite de la compromission de celui-ci, il est envoyé au Royaume-Uni afin de ne pas tomber dans les mains ennemies. Il s'engage alors dans l'Armée de l'air en effectuant son instruction en Angleterre puis sur la Base aérienne 709 Cognac-Châteaubernard.

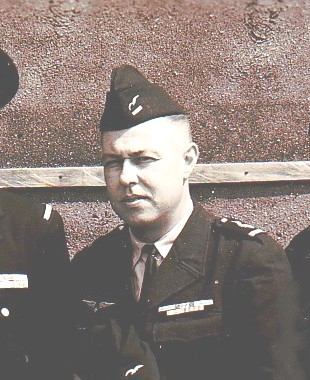

Breveté pilote en 1949, il part pour l'Indochine dans la célèbre escadrille du groupe de chasse Normandie-Niémen (créé en 1942, il est le père de l'actuel Escadron de chasse 1/30 Normandie-Niemen) au titre de pilote de chasse. Il s'y distinguera notamment lors de l'opération de sauvetage du lieutenant Marraud aux côtés d'Yves Mahé. Après un séjour de trois ans à Saigon en pleine Guerre d'Indochine où il aura effectué 739 missions aériennes, il est affecté à la 3e escadre du groupe de chasse Champagne à Reims où il volera notamment sur De Havilland Vampire et F-84 Thunderjet. 

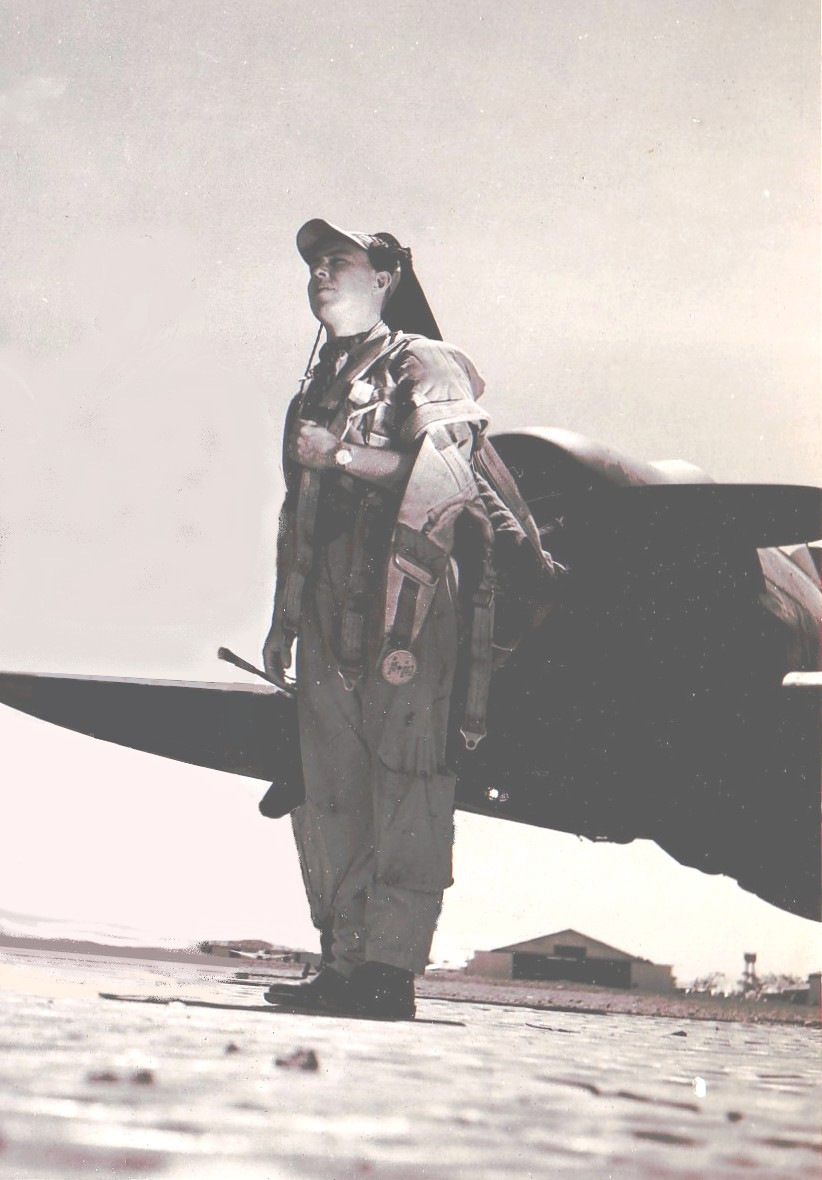

Il sera ensuite affecté à l'École de l'air de Salon-de-Provence (également base de la Patrouille de France) comme moniteur de l'aéronautique. Il gagnera ensuite le Centre Interarmées d'Essais d'Engins Spéciaux de Colomb-Béchar (Algérie), où il testera différents types d'appareils jusqu'en juin 1960 lorsque l'explosion en vol de la vitre de son cockpit engendrera des blessures qui l'obligeront à mettre un terme à sa carrière de pilote d'essai de l'Armée de l'air Française. Il totalisera 3735 heures de vol et aura effectué 739 missions de guerre.
Il sera adjudant-chef de réserve et restera actif durant sa retraite à Fréjus au titre de président de l'Association des Membres de la Légion d'honneur Décorés au Péril de leur Vie (section Var Est) et vice-président de l'Association France États-Unis

## Distinctions
Daniel Miart est Chevalier de la Légion d'honneur, titulaire de la croix de guerre T.O.E., de la médaille militaire, de la croix de la Valeur militaire, de la croix du combattant et de la médaille coloniale.